# 로렌 라베라
로렌 라베라(Lauren LaVera, 1994년 7월 2일 ~ )는 미국의 배우이다.

## 출연 작품
- 23 아이덴티티 (2016) - 케이시 쿡 (스턴트 대역)
- 테리파이어 2 (2022) - 시에나 쇼 역
- 테리파이어 3 (2024) - 시에나 쇼 역